# بلندون (پنسیلوانیا)
بلندون (به انگلیسی: Blandon) یک منطقهٔ مسکونی در ایالات متحده آمریکا است که در شهرستان برکس، پنسیلوانیا واقع شده‌است. بلندون ۷٬۱۵۲ نفر جمعیت دارد و ۱۱۶٫۱۳ متر بالاتر از سطح دریا واقع شده‌است.